# WWF WrestleFest
WWF WrestleFest est un jeu d'arcade de catch professionnel développé et commercialisé par Technos en 1991, mettant en scène les superstars de la société américaine World Wrestling Federation. Le jeu est distribué par Technos au Japon et en Amérique du Nord, et par Tecmo en Europe et en Australie. Il succède au jeu vidéo WWF Superstars. Comparé à Superstars, WrestleFest ajoute une plus grande variété de différents catcheurs, ainsi que des graphismes et des sons améliorés. Des voix pré-enregistrées et commentaires de l'annonceur Mike McGuirk ont été ajoutés.
Le 21 février, THQ commercialise un remake du jeu pour iOS mettant en scène les anciens et actuels catcheurs, ré-intitulé WWE WrestleFest. Il devait également apparaître sur le Xbox Live Arcade, sur les applications Android, sur le PlayStation Network et sur Microsoft Windows.

## Système de jeu
Comme pour son prédécesseur, WrestleFest simule des matchs de catch. Le jeu d'arcade supporte jusqu'à quatre joueurs et il y a également possibilité d(acheter un supplément d'énergie. Les joueurs peuvent effectuer des prises en équipe. Elles s'effectuent général lors d'un changement avec son partenaire. Les prises dans WrestleFest diffèrent de WWF Superstars. Deux modes de jeux sont disponibles. Sans le mode Saturday Night's Main Event, le joueur doit choisir deux catcheurs pour former un tag team pour les faire combattre dans une série de matchs, et gagner le titre détenu par les Legion of Doom. Après avoir obtenu le titre, le joueur doit combattre dans une autre deuxième série de matchs et ainsi vaincre les Legion of Doom une seconde fois pour compléter le jeu. Dans le mode Royal Rumble, le joueur choisit son combattant et cdoit combattre lors d'un Royal Rumble match. L'élimination s'effectue par décompte de trois, par soumission ou par projection hors du ring.
Le joueur peut sélectionner jusqu'à dix joueurs. Hulk Hogan, The Ultimate Warrior, "Million Dollar Man" Ted DiBiase et le retour de The Big Boss Man depuis WWF Superstars. Jake "The Snake" Roberts, Sgt. Slaughter, Mr. Perfect, Earthquake, Demolition Smash and Demolition Crush sont des nouveaux personnages, dont The Legion of Doom (Hawk et Animal) qui font une apparition en tant que boss de fin de niveau,. Les Legion of Doom peuvent effectuer leur prise finale, Doomsday Device.

## Accueil
Le magazine britannique Zero attribue un trois sur cinq gave au jeu, expliquant que malgré les aspects cartoonesques des graphismes, le jeu « réussit à montrer l'agressivité vue dans un ring. » Sinclair User attribue un 88 sur 100. Computer and Video Games accueille également positivement le jeu et décrit un gameplay « très appréciable. »

## Remake
Le 21 février 2012, THQ commercialise un remake du jeu pour iOS sous le titre de WWE WrestleFest,. THQ devait commercialiser des versions pour Android, PlayStation Network, Xbox Live Arcade et Microsoft Windows. Le remake met en scène les actuels catcheurs comme John Cena, Randy Orton, The Undertaker et Rey Mysterio, ainsi que d'anciens catcheurs tels que Stone Cold Steve Austin, Jake Roberts, The Rock et Randy Savage (bien que ce ne soit pas l'original). Une mode Road to WrestleMania est inclus. Les joueurs peuvent jouer en ligne. Les annonceurs incluent Justin Roberts et Tony Chimel. Mean Gene Okerlund revient dans le mode Road To Wrestlemania du jeu.
Un premier contenu téléchargeable est diffusé et inclut les catcheurs Shawn Michaels, Triple H, Sheamus, CM Punk, Big Boss Man et l'arène classique des Survivor Series. Le second, commercialisé le 22 mars 2012, inclut Zack Ryder, The Miz, Alberto Del Rio, Sgt. Slaughter, Yokozuna et l'arène classique de WrestleMania XXVII,. Le troisième, commercialisé le 12 avril 2012, inclut The Road Warriors, Big Show, R-Truth, Christian et une arène de WCW Nitro.